# Mario Farrugia
Mario Farrugia (10 marzo 1955) è un ex calciatore maltese, di ruolo difensore.

## Carriera

### Nazionale
Ha collezionato 12 presenze con la propria Nazionale.